# Ti ricorderai di me...
Ti ricorderai di me... è il quarto album di Luigi Tenco, pubblicato nel 1967 su 33 giri dall'etichetta discografica Dischi Ricordi. È un album raccolta con 4 brani musicali inediti.

## Tracce
Lato A
1. Quando (testo: Tenco – musica: Luigi Tenco)
2. Mi sono innamorato di te (Luigi Tenco)
3. Angela (Luigi Tenco)
4. Una brava ragazza (testo: Giorgio Calabrese – musica: Gian Franco Reverberi)
5. Il tempo passò (testo: Luigi Tenco – musica: Gian Franco Reverberi)
6. Il mio regno (Luigi Tenco)

Lato B
1. In qualche parte del mondo (Luigi Tenco)
2. Isy (Luigi Tenco)
3. Io si (Luigi Tenco)
4. Quello che conta (Ennio Morricone, Luciano Salce)
5. Come mi vedono gli altri (testo: Luigi Tenco – musica: Gian Franco Reverberi)
6. Ti ricorderai (testo: Luigi Tenco – musica: Gian Franco Reverberi)

Orchestra diretta da Gian Franco Reverberi: A1, A3, A4, B1, B2, B6.

Orchestra diretta da Giampiero Boneschi: A2, A5, A6, B3, B5.

Orchestra diretta da Ennio Morricone: B4.